# Алые паруса (праздник выпускников)
«А́лые паруса́» — советский и российский праздник выпускников средних общеобразовательных школ, отмечаемый в Санкт-Петербурге ежегодно, как правило, в ближайшую к самой светлой белой ночи субботу (ориентировочно 18—28 июня, за исключением 22 июня, так как в этот день в России отмечается День памяти и скорби).
Впервые праздник состоялся в Ленинграде 28 июня 1968 года . Автором и инициатором праздника был Александр (Аншель) Бениаминович Клейнман-Орлеанский. Первый официальный праздник прошёл год спустя, в 1969 году. В 1979 году проведение торжеств было прекращено, с 2005 года — возобновлено. Организаторами возрождённого праздника выступили банк «Россия», правительство Санкт-Петербурга.
Праздник 2025 года прошёл в ночь с 28 (сб) на 29 (вс) июня.
Ещё один российский город, где на выпускной по реке запускают кораблик с алыми парусами (и делают это уже 40 лет), — ЗАТО Зеленогорск; река называется Кан.

## Официальная идеология праздника
Основная идеология праздника сформулирована в его девизе: «Вместе с Россией».
Торжественность и общее настроение «Алых парусов» подчёркивают те надежды, которые город возлагает на новое поколение, на талантливую и перспективную молодёжь, от которой зависит будущее Санкт-Петербурга и всей страны в целом.
У слогана праздника были и другие варианты:
- «Все пути открыты молодым» на парусах;
- «Все дороги открыты молодым» в газете.

## История мероприятия
Праздник «Алые паруса» появился в Ленинграде в 1968 году по инициативе Александра Бениаминовича Клейнман-Орлеанского, члена Союза кинематографистов СССР, где частью его работы была организация кинофестивалей. В конце 1960-х годов он хотел создать официальный праздник в честь выпускников города. Идея состояла в том, чтобы расширить вековую традицию, по которой выпускники собирались под северным сиянием на берегах Невы. 
Супруга Александра Клейнман-Орлеанского, Генриетта Орлеанская, рассказала мужу, как ночью 21 июня 1941 года она обошла весь город со своей первой любовью. На следующий день Германия вторглась в Советский Союз. Вскоре началась блокада Ленинграда. Генриетта начала учёбу в Ленинградском университете. Она находилась в общежитии университета, когда один из студентов поднял им настроение, прочитав популярные романы русского автора Александра Грина, включая книгу «Алые паруса». Действие истории разворачивалось в мифической стране, в ней были темы любви и приключений. Так студенты на время забывали о войне.
Эта история нашла отклик в идее выпускного у Александра Клейнман-Орлеанского. «Алые паруса» были созвучны настроению выпускного — чувству надежды и веры в будущее, первой любви и волшебства. И, конечно, это был бы идеальный образ — великолепные алые паруса, скользящие по великой реке города.
Александр Клейнман-Орлеанский был знаком с Василием Сергеевичем Толстиковым, первым секретарём Ленинградского обкома (они вместе закончили войну в Вене, там встретили День победы). Он поделился своей идеей праздника, и ему в помощь Толстиков выделил группу офицеров военно-морской базы. Самым сложным техническим вопросом была пиротехническая змея, которая должна была бежать с поверхности Невы и зажечь огонь на Ростральных колоннах.
Первое торжество началось 28 июня 1968 года в 23:00. Часть праздника проходила в акватории Невы между Кировским и Дворцовым мостами, на широком участке реки против Петропавловской крепости. Зрители размещались на Дворцовой набережной, на мостах и на стрелке Васильевского острова. На первых «Алых парусах» собралось более 25 тысяч выпускников.
Музыкальным сопровождением праздника стал «Гимн великому городу» Рейнгольда Глиэра. Это произведение впоследствии стало одним из музыкальных символов «Алых парусов». Из-под Кировского моста в парадном строю вышла эскадра катеров, открывающая праздник. За ними выходили главный корабль «Ленинград» и сопровождающие катера с выпускниками в форме Суворовского и Нахимовского училищ. На адмиральском катере «Ленинград» находилось три выпускника с праздничными вымпелами. Рядом с ними — юноша и девушка с зажжёнными факелами. От факелов в руках участников праздника были зажжены Ростральные колонны, которые продолжали гореть до конца праздника.
Корабли, являвшиеся символом праздника, неоднократно менялись. Вначале эту роль играло судно «Надежда», но уже через год на смену ему пришла шхуна «Кодор», которая использовалась с 1970 по 1976 год.
В 1977 году глава Ленинградского обкома КПСС Григорий Романов решил планомерно отменить мероприятие, и уже в 1977 году праздник прошёл без корабля — он был перенесён на стадион имени Кирова, где днём состоялся концерт на миниатюрной сцене. Выпускники, которые ожидали, что, как и в предыдущие годы, праздник будет проходить на Неве, после концерта массово пошли пешком на набережные — но вместо праздника вдоль Невы проезжали милицейские машины с призывами через громкоговорители разойтись.
В 1979 году Романов полностью отменил праздник, опасаясь проблем из-за большого скопления молодёжи. Праздник перешёл в разряд неофициальных и возобновился в официальном статусе лишь в 2005 году.
В конце 1990-х и начале 2000-х в дни массовых выпускных в петербургских школах в акватории Невы находились корабли, владельцы которых по собственной инициативе поднимали в эту ночь красный парус.

## Празднование в Сестрорецке в 1978—1991 годах
Празднование в акватории Невы было отменено в 1979 году, но праздник продолжили проводить в Сестрорецке вплоть до 1991 года. Праздничные мероприятия проходили то в акватории «Шляпа Наполеона» в парке «Дубки», то в акватории озера Разлив (последнее празднование в таком формате в 1991 году прошло именно там). В праздновании принимали участие парусники «Викинг», «Мираж», «Надежда», «Корсар», «Скиф» и другие, катера с водными лыжниками, 10—25 лодок. Использовались факелы, фальшфейеры, пиротехника, выступали артисты Ленконцерта. Среди организаторов праздника был яхт-клуб Сестрорецкого инструментального завода.

## Этапы проведения
«Алые паруса» состоят из двух частей: концерт на Дворцовой площади, обычно начинающийся в 22:00, и пиротехническое шоу в акватории Невы, в котором задействован парусник с алыми парусами, проплывающий по Неве в сопровождении музыки и фейерверков.
На концерте, проходящем на открытой сцене, которая специально устанавливается на Дворцовой площади, выступают популярные музыканты, кумиры молодёжи. Среди наиболее частых известных гостей праздника — участник «Евровидения» Сергей Лазарев, певица Полина Гагарина и Маркус Рива.
Пиротехническое шоу, обычно длящееся около 20 минут, начинается в самое тёмное время белой ночи, всегда после полуночи. В 2019 году пиротехническая часть стартовала в 0:40.

## Рост популярности и государственная поддержка праздника
На основную территорию проведения праздника пройти могут только сами выпускники и их гости по приглашениям, но жители и гости города собираются на набережных и мостах, с которых можно увидеть пиротехническое шоу и проход корабля на Неве. С каждым годом популярность «Алых парусов» только растёт.
В 2010 году «Алые паруса» посетили 3,5 млн человек. В дни проведения праздника число иностранных туристов, прибывших в Санкт-Петербург, в 2,5 раза превысило норму среднестатистического посещения города в этот период.
Согласно статистике, в «Алых парусах» участвует до 3 млн зрителей. Также мероприятие транслируется на «Пятом канале»; на мероприятии установлена телевизионная техника. В 2014 году доля аудитории старше 18 лет, смотревшей «Алые паруса», составила 26,1 %; по России мероприятие смотрели 5 миллионов человек.
В 2016 году «Алые паруса» вошли в число финалистов единственной европейской премии событийного маркетинга — European Best Event Awards — в пяти номинациях: «Лучшее культурное событие», «Лучший социальный проект», «Лучшее торжественное событие», «Лучшее городское событие» и «Лучшее событие, ориентированное на клиента». По итогам проект был признан лучшим событием в номинации «Лучшее городское событие» и занял второе место в номинации «Лучшее культурное событие».
В 2018 году «Алые паруса» посетило более одного миллиона человек.
В 2019 году число зрителей на Дворцовой площади составило 33 тысячи человек, всего с набережных и мостов города праздник наблюдало около 1,5 миллионов человек, а прямую трансляцию, которую вёл «Пятый канал», посмотрело 8,3 миллиона человек. Трансляцию праздника смотрели не только в России, где зрителями стали жители 16 регионов, но и за рубежом. Прямое включение с «Алых парусов» прошло в 8 странах мира, а информационное агентство CBS MEDIA назвало торжество самым ярким пиротехническим шоу России и Европы. В том же году в Южно-Приморском парке была установлена уменьшенная копия парусника, изготовленная из искусственной травы красного и зелёного цветов; стоимость изготовления и установки копии составляет 500 тыс. рублей.
«Алые паруса» пользуются широкой информационной поддержкой в российских СМИ, на телевидении и радио.
При проведении праздника выпускников частично перекрывается движение на Невском проспекте, сама перекрытая магистраль становится развлекательной пешеходной зоной.
«Алые паруса» проводятся при поддержке правительства Санкт-Петербурга, банка «Россия». К выпускникам, собирающимся на «Алые паруса», традиционно записывает видеообращение с поздравлением президент Владимир Путин или глава правительства Дмитрий Медведев. На сцене праздника выпускников поздравляют лично руководители города: так, в 2019 году на открытии праздника выступил губернатор Санкт-Петербурга Александр Беглов.

## Возрождённый праздник
Возродить официальное проведение «Алых парусов» в 2005 году предложил Владимир Путин. Именно по его инициативе губернатор Санкт-Петербурга Валентина Матвиенко приняла решение о возобновлении традиции проведения праздника выпускников в Петербурге.
«Алые паруса» представляют собой большой мультимедийный спектакль на открытой воде с применением всех самых современных технологий мультимедийного ряда. Рабочее пространство акватории составляет 1,8 км на 800 метров. Всё пространство основного действа разбито на линейные сектора, каждый из которых представляет собой мобильную виртуальную фоновую декорацию. Плавучие платформы (баржи, понтоны) располагаются чётко по координатной сетке, выделенной в пространстве, ограниченной судовыми ходами таким образом, чтобы зрительская аудитория, расположенная вокруг, имела минимальное количество «мёртвых зон». Данная конфигурация позволяет создавать многоплановый рисунок мультимедийной архитектуры, где каждый фрагмент является неотъемлемой частью общего виртуального пространства. Основными компонентами являются пиротехническое и световое шоу, дополнительными — водное представление, огневые и фонтанные стены. Всё представление полностью синхронизировано с музыкой по SMPTE-таймкоду. Праздник является одним из крупнейших в мире водных спектаклей, проходящих на открытой воде.
С 2019 года под алыми парусами выступал бриг «Россия», специально приобретённый городом для этой цели. У нового символа праздника самая большая площадь парусов из всех, что были за историю проведения «Алых парусов» — 900 квадратных метров, что на 300 квадратных метров больше, чем у его предшественника. Новый корабль может двигаться как под парусом, так и на двигателе. При этом под парусами бриг «Россия» способен идти быстрее, чем на двигателе: скорость его хода под парусом составляет до 16 узлов, на двигателе до 9 узлов.
В 2015 году праздник вошёл в десятку самых посещаемых туристических событий мира по версии The Telegraph и занял 3-е место после Октоберфеста и Бразильского карнавала.

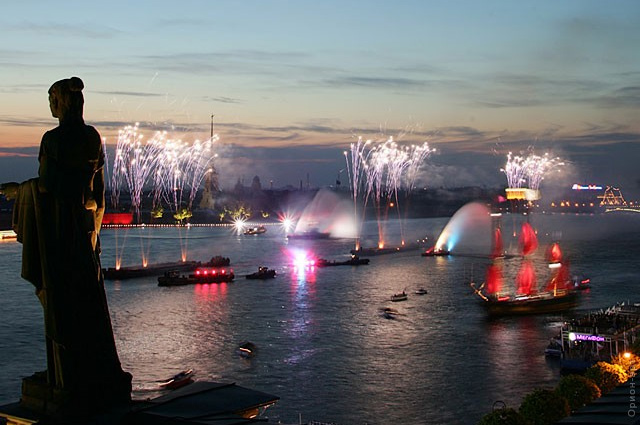
В момент прохода корабля использовалась испанская и немецкая пиротехника, заметная даже на светлом небе

### 2005
Возрождение праздника произошло в год 125-летия со дня рождения Александра Грина, создателя феерии «Алые паруса». Возрождение «Алых парусов» в формате мультимедийного шоу требовало тщательной подготовки и немало времени. Празднество началось в пятницу, 24 июня. Композиционно шоу состояло из трёх рабочих планов. На первом плане двигался фрегат с алыми парусами и работало водное представление (отдельный постановочный номер с участием катеров). На втором плане были фейерверк и пиротехника на баржах (линейный фронт), на третьем — световое шоу на стенах Петропавловской крепости.
Ключевым эпизодом шоу стал 15-минутный проход фрегата «Штандарт», действующей копии первого корабля Балтийского флота, заложенного самим Петром Первым. Корабль высвечивался внешними световыми прожекторами, а паруса освещались изнутри приборами заливного света, установленными на палубе.
Всё шоу было синхронизировано с музыкой и длилось 25 минут.

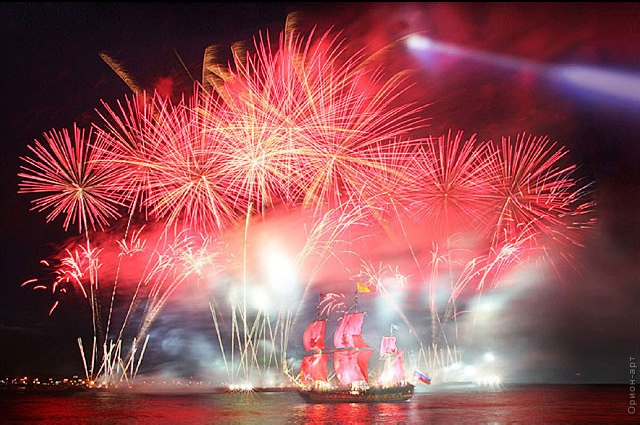
Фейерверк служит фоном для плывущего фрегата с алыми парусами

### 2006
Была придумана идея сделать Петропавловскую крепость и фейерверк динамическими фонами, оживающими при прохождении фрегата с алыми парусами. Движение корабля было разбито на сектора, где каждый сектор имел собственную виртуальную декорацию из пиротехники и света.
Фрегат двигался словно по Млечному пути, созданному пиротехническим эффектом «Magic Carpet», от чего было ощущение, что корабль парит над водой. Интересный факт, что весь концепт был набросан креативной группой на салфетках ресторана «Тиволи» в городе Франкфурт-на-Майне. Световой дизайн водной части шоу был подготовлен художником по свету Санкт-Петербурга Глебом Фильштинским.

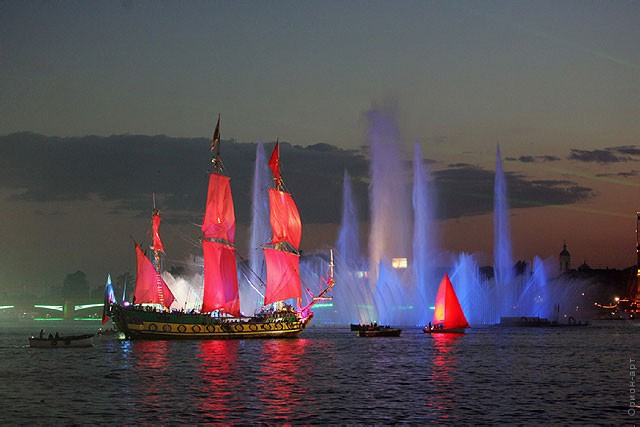
Корабль идёт в сопровождении свиты

### 2007
Шоу 2007 года вышло на новый уровень. Его посетило более 1 млн человек — это европейский рекорд. По другим данным, праздник собрал более 3 млн человек. Технологическая и творческая составляющие праздника достигли серьёзного мирового уровня. В постановке спектакля на Дворцовой площади принял участие известный итальянский режиссёр Валерио Фести. В качестве элементов внутренней и внешней декорации были использованы необычные составляющие, среди них — гигантские надувные сферы и актёры, переодетые живыми декорациями. Специально для спектакля была написана музыка, которую исполняла летающая пианистка. На большой высоте через всю Дворцовую площадь был протянут водный экран для световых проекций. На фоне экрана двигался по воздуху фрегат с алыми парусами. На его носу стояла Ассоль.
В водной части праздника появилось много новых элементов: корабль с алыми парусами торжественно двигался в сопровождении свиты, состоящей из яхт, аквабайков и параглайдеров. Фейерверк и световое шоу стали ещё больше, а задействованное в спектакле пространство превысило 1,5 км².

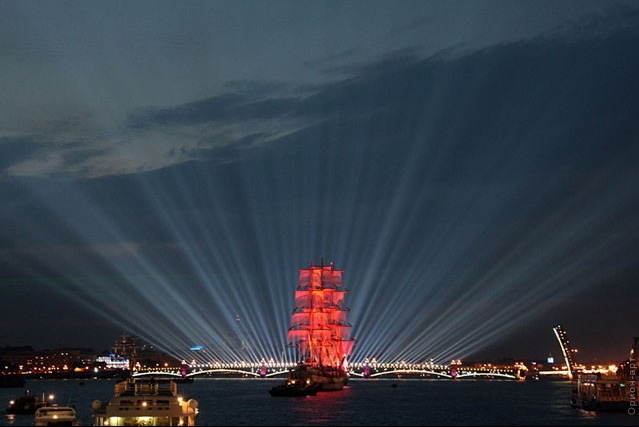
Декорацией для парусника служит мощный световой фон

### 2008
В шоу была изменена основная концепция. Вместо традиционного прохода кораблей вдоль набережных появился стационарно установленный в акватории парусник «Мир». Из новых эпизодов был добавлен пиротехнический водопад на Троицком мосту длиной 500 метров.
Организатором праздника выступил Государственный Кремлёвский дворец.

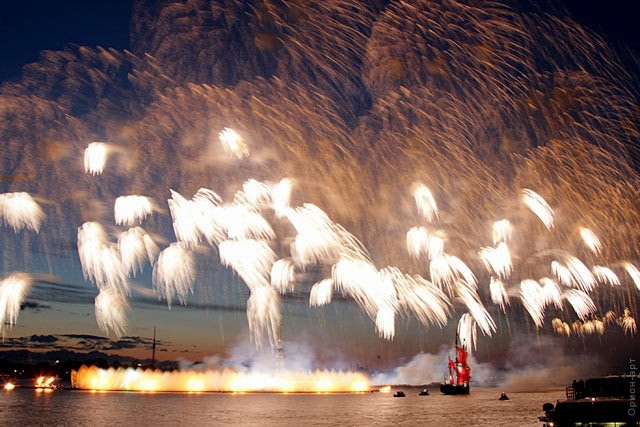
Фейерверки на баржах, мосту и понтонах

### 2009
Помимо линии с большим фейерверком, установленным на трёх баржах, была добавлена ещё одна: 400-метровый понтон, на котором расположили фейерверк, огневые машины, свет и 200-метровый водный фонтан. Для шоу акваторию разделили на три акцентированных сцены с собственным пространством первого плана и индивидуальными динамическими двухступенчатыми фонами.
Поскольку фрегат «Штандарт» и яхты имеют достаточно малые размеры, было важно выдержать правильное соотношение масштабов пиротехнического, светового, огневого и водного фонов относительно движущихся в пространстве акватории кораблей.
Подготовку шоу серьёзно осложняли погодные условия. За несколько дней до мероприятия, когда часть оборудования была установлена и смонтирована, случился погодный катаклизм: температура упала до двенадцати градусов, поднялся ураганный ветер и обрушился такой ливень, что монтажные площадки превратились в гигантские озёра. В акватории поднялся настоящий шторм. Обилие воды вследствие проливного дождя и шторма заставило многократно усилить влагозащиту всего пиротехнического материала. Однако несмотря на различные преграды, шоу прошло очень удачно.
Организатором праздника выступил «Санкт-Петербургский Международный центр фестивалей и праздников».

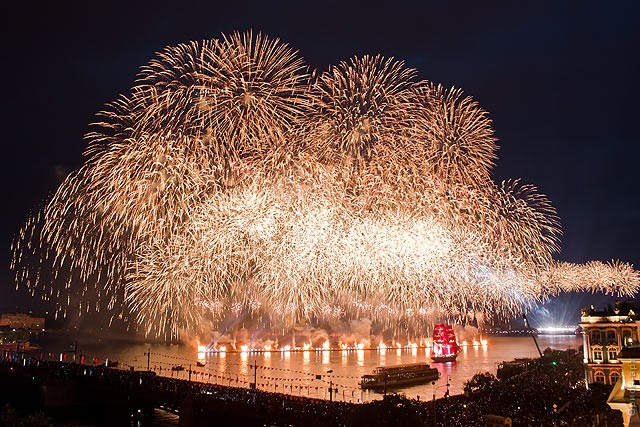
Фрегат с алыми парусами на фоне салюта

### 2010

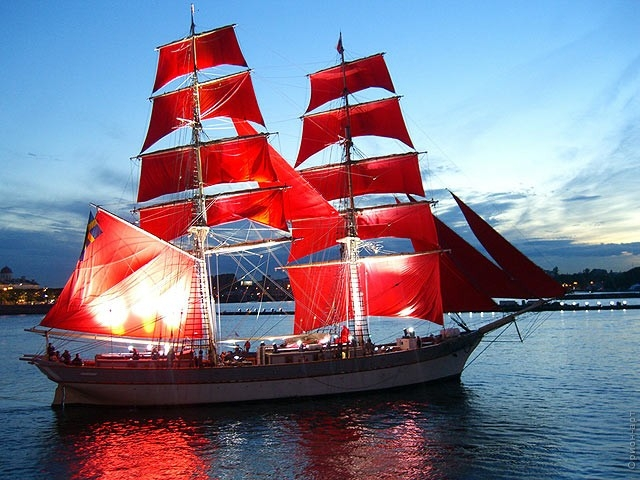
Бриг «Тре Крунур»

В шоу появилось водное представление. Шесть 20-метровых прогулочных катеров были переоборудованы в автономные самодвижущиеся платформы с собственной системой питания и радиоуправления, а также были оснащены специальными конструкциями с пиротехникой, огнём, водомётами и светом. Все элементы водного представления были расположены по чётким виртуальным диагоналям, что позволило всю водную пиротехнику отстреливать в достаточно узкое пространство, ограниченное баржами и понтонами в момент непосредственного прохождения вдоль них корабля с алыми парусами. Высокоманёвренное судно, способное совершать развороты на малом круге, специально привезли из Швеции. Постановка на Дворцовой площади была выполнена совместно с цирком Cirque du Soleil.
Организатором праздника выступил «Санкт-Петербургский Международный центр фестивалей и праздников».

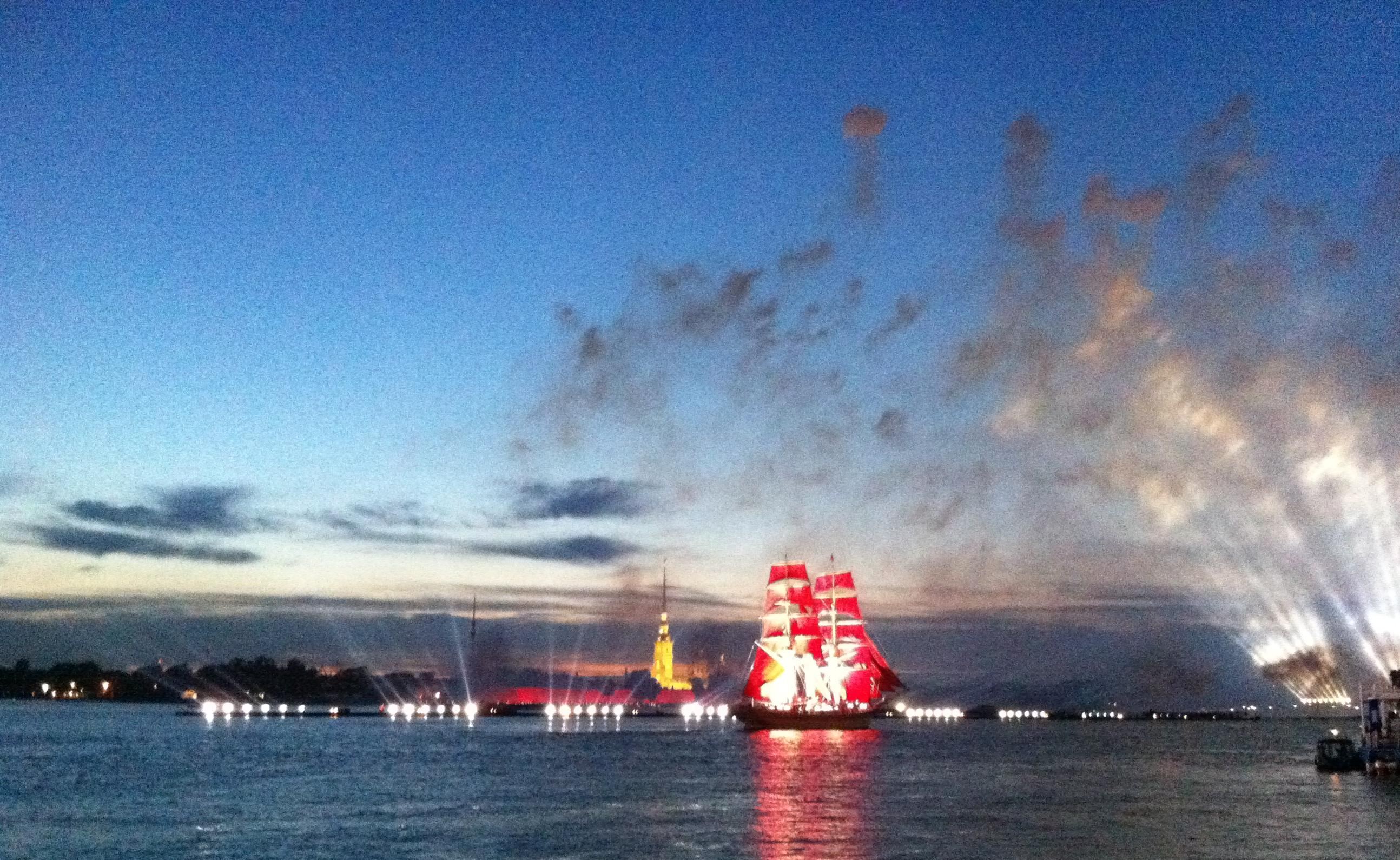
Бриг «Тре Крунур» с алыми парусами на фоне салюта

### 2011
В 2011 году праздник прошёл в ночь с 18 на 19 июня. В нём приняли участие около 21 тысячи выпускников из России, а также впервые — 48 старшеклассников из стран СНГ. Особенностью «Алых парусов»-2011 стала уникальная сценическая конструкция — огромный парус высотою 30 м. Для его крепления были использованы элементы, работающие по принципу вантового — висячего — моста. Ведущими вечера выступили Иван Ургант и Яна Чурикова. Перед гостями праздника выступили Дима Билан, Виктория Дайнеко, певица МакSим, Сергей Лазарев, Марк Тишман, Митя Фомин, Дан Балан, Влад Соколовский, Яжевика группы «Вельвет», «Горячий шоколад», «Хаки», 4POST и другие исполнители. Затем началось красочное театрализованное шоу, предшествовавшее появлению на Неве корабля под алыми парусами, в роли которого выступил шведский бриг «Тре Крунур». Кульминацией вечера стало фантастическое свето-пиротехническое шоу в акватории ночной Невы. Всего из городского бюджета на проведение праздника было выделено 30 млн рублей.
Организатором праздника выступил «Санкт-Петербургский Международный центр фестивалей и праздников».

### 2012
В 2012 году торжество проходило на трёх площадках — Дворцовой площади, стрелке Васильевского острова и в акватории Невы, где была установлена сцена-экран в форме книги. Бюджет праздника составил 44 млн рублей, что на 14 млн больше, чем в предыдущий год. Запоминающимся моментом праздника стал телемост между Дворцовой и Красной площадями, в ходе которого выпускники обеих столиц смогли пообщаться друг с другом. В роли фрегата с алыми парусами вновь выступил шведский бриг «Тре Крунур».
Организатором праздника выступил Государственный Кремлёвский дворец.
Ведущие: Иван Ургант и Юлия Ковальчук
Дата проведения: 24 июня в 23:00
Участники: Юлия Ковальчук, Дан Балан, Джиган, группа «Марсель», K-Maro, группа «Градусы», Мелоди Торнтон

### 2013
В 2013 году «Алые паруса» прошли под девизом «Россия — страна возможностей!». В рамках подготовки к торжеству на телеканале СТС стартовало интеллектуальное шоу для молодёжи «Креативный класс», возможность стать участниками которого получили выпускники из 12 городов России. Победители программы стали героями и почётными гостями «Алых парусов». В 2013 году «Алые паруса» были интегрированы с Санкт-Петербургским образовательным форумом, в рамках которого под эгидой «Алых парусов» прошла выставка вузов. Фрегатом с алыми парусами вновь был шведский бриг «Тре Крунур».
Организатором праздника выступило открытое акционерное общество «Телерадиокомпания „Петербург“» (Пятый канал).
Ведущие: Иван Ургант, Александр Гудков, Алла Михеева и Ольга Шелест
Дата проведения: 23 июня в 23:00
Участники: SugarMamMas, Анри Гогниашвили, Ольга Кляйн, Эдвард Хачарян, Севара, Дина Гарипова, Эльмира Калимуллина, Александр и Никита Поздняковы, Анастасия Спиридонова, группа «Звери»

#### Шоу «Креативный класс»
С 18 мая по 22 июня 2013 года в рамках обновлённой программы праздника «Алые паруса» на канале СТС прошло интеллектуальное шоу среди выпускников «Креативный класс».
Участие в «Креативном классе» приняли 60 старшеклассников из Москвы, Санкт-Петербурга, Великого Новгорода, Владивостока, Екатеринбурга, Казани, Калининграда, Красноярска, Ростова-на-Дону, Самары, Томска и Тюмени.
Ведущими шоу стали Александр Пушной и Наталья Земцова. В состав жюри вошли Антон Комолов, Николай Фоменко, Марианна Максимовская, Валдис Пельш, Нонна Гришаева, Станислав Дужников, Федор Бондарчук, Вячеслав Муругов и другие.
В каждом выпуске программы участники из 6 разных городов соревновались в устном счете, грамотности, математике, логике, внимании, умении нестандартно мыслить и быстро реагировать.
10 финалистов шоу получили звания лучших выпускников России, а также именные целевые стипендии в размере 300 000 рублей, предоставленные Акционерным банком «Россия». Имена финалистов: Софья Белова (Владивосток), Олег Калинин (Санкт-Петербург), Александра Сербина (Санкт-Петербург), Софья Лис (Екатеринбург), Дарья Грешнова (Екатеринбург), Екатерина Маслова (Москва), Ксения Содорская (Москва), Юлия Бувина (Ростов-на-Дону), Даниил Петровский (Самара) и Рустам Каримов (Томск).
Ещё пять участников проекта, среди которых Альберт Галеев (Казань), Константин Ващенко (Калининград), Елизавета Волкова (Таганрог), Семен Маторыгин (Тюмень), Миляуша Шарифуллина (Казань), были «спасены» народным голосованием. Вместе с десятью финалистами они так же отправились на Дворцовую площадь Санкт-Петербурга, где получили звания героев праздника и стипендии в размере 150 000 рублей.

### 2014
На одно из самых ярких европейских шоу были приглашены выпускники школ и профтехучилищ Санкт-Петербурга и иных регионов России. Впервые за всю историю существования праздника в нём приняли участие выпускники школ Крыма. Юбилейное мероприятие прошло под новым девизом «Вместе с Россией».
Ведущие: Иван Ургант и Ольга Шелест
Дата проведения: в ночь с 20 на 21 июня
Участники: Сергей Лазарев, Слава, группа «Мураками», Митя Фомин, «Дискотека Авария», Полина Гагарина, рок-группа «Би-2»

### 2015
Праздник и его прямая телетрансляция начались на час раньше, чем в предыдущие десять лет (в 22:00 вместо 23:00). Это решение было принято из-за смещения так называемого «пика темноты» (в связи с отменой перехода на летнее время), необходимого для проведения эффектного пиротехнического шоу, которое стартовало в 00:40.
Ведущие: Иван Ургант и Ольга Шелест
Дата проведения: в ночь с 20 на 21 июня
Участники: Дима Билан, Нюша, группы «Градусы», «Ногу свело», «Iowa», «Uma2rman», «Сплин».

### 2016
Ведущие: Даша Александрова и Иван Ургант
Дата проведения: в ночь с 25 на 26 июня
Участники: Диана Арбенина и группа «Ночные снайперы», «IOWA», «МОТ», «Бьянка», «Сплин», «Звери».

### 2017
Ведущие: Даша Александрова и Иван Ургант
Дата проведения: в ночь с 23 на 24 июня
Участники: Сурганова и оркестр, Александр Панайотов, Артик & Асти, группы «Серебро», «Марсель», «Мумий Тролль».

### 2018
Ведущие: Даша Александрова и Иван Ургант
Дата проведения: в ночь с 23 на 24 июня
Участники: Баста, Alekseev, ST, Алсу, Мари Краймбрери, Артём Пивоваров, Виктория Дайнеко, Моя Мишель, Quest Pistols Show, Сюзанна и Мальбэк, группа «Каста».

### 2019
На пресс-конференции, посвященной празднику выпускников петербургских школ, старшеклассник из Лицея 554 Приморского района Санкт-Петербурга Давид Карапетян предложил завести новую традицию для выпускников на «Алых парусах»: загадывать желание в тот момент, когда бриг с алыми парусами будет разворачиваться перед Дворцовым мостом. Предложение старшеклассника было принято, начиная с 2019 года эту традицию ежегодно озвучивают ведущие праздника.
Ведущие: Даша Александрова и Иван Ургант
Дата проведения: в ночь с 23 на 24 июня
Участники: Маркус Рива, Зара, Кравц, Лера, Владимир Пресняков, Burito, Alekseev, Юлия Паршута, группы «#2Маши», «Марсель», Сергей Лазарев, Полина Гагарина.

### 2020
Ведущие: Даша Александрова и Иван Ургант
Дата проведения: в ночь с 27 на 28 июня
Участники: IOWA, Тимур Родригез, «ЯАVЬ», RASA, Сурганова и оркестр, Вера Брежнева, Дима Билан, рэпер ST, группа «Звери», София Феськова

### 2021
Ведущие: Даша Александрова и Иван Ургант.
Дата проведения: в ночь с 25 на 26 июня
Участники: группа Dabro, Алина Астровская и Антон Лаврентьев, Анита Цой, Niletto, Ирина Дубцова, JONY, группа Cream Soda, Ваня Дмитриенко, LOBODA
В 2021 году праздник прошёл при тяжёлой эпидемической обстановке в связи с коронавирусной инфекцией, из-за чего формат праздника был скорректирован: на Дворцовую площадь были допущены только сами выпускники с сопровождающими их преподавателями (без родственников), программа и возможности обзора были сокращены (например, были закрыты пешеходные зоны ближайших набережных с целью исключения скопления людей). Правила нахождения в зоне проведения праздника, включавшие в себя в том числе социальное дистанцирование и использование средств индивидуальной защиты органов дыхания, массово игнорировались.
Проведение праздника в условиях повышения заболеваемости коронавирусом массово критиковалось. Цирковой артист и телеведущий Эдгард Запашный подверг жёсткой критике происходившее на празднике, подчеркнув, что поражён столь откровенной демонстрацией двойных стандартов. Артист напомнил о недавних рекордах по заболеваемости и новых ограничениях, введённых властями. Он указал на то, что чиновники пытаются любыми способами заставить людей вакцинироваться и тут же на бюджетные деньги проводят фестивали с многотысячной аудиторией.

### 2022
Главной темой праздника выпускников 2022 года стали «Вечные ценности» — любовь, свобода и дружба. Всего в торжестве приняло участие 1 млн 200 тысяч человек, среди них 65 тыс. выпускников, в том числе 400 выпускников из оккупированных частей Донецкой и Луганской областей (Украина). Корабль под алыми парусами в этом году проплыл также по Мариуполю. Его проход по Азовскому морю был включён в сюжет телетрансляции из Санкт-Петербурга. Ещё одно нововведение этого года — изменение маршрута брига «Россия». Если раньше корабль шёл от Дворцовой набережной со стороны Летнего сада до Эрмитажа, разворачивался у Дворцового моста и проходил обратно у Петропавловской крепости, то в 2022 году судно вошло в акваторию Невы между Петропавловской крепостью и Эрмитажем со стороны Васильевского острова.
Ведущие: Владимир Маркони и Алсу
Дата проведения: в ночь с 24 на 25 июня
Участники: Руки Вверх!, The Hatters, Полина Гагарина, Мария Бойко, Ханна, Люся Чеботина, Ваня Дмитриенко, Хабиб, Анатолий Цой, Коста Лакоста и GALIBRI& MAVIK.

### 2023
Ведущие: Ида Галич и Дмитрий Хрусталёв
Дата проведения: в ночь с 24 на 25 июня
Участники: Чайф, Елена Темникова, The Hatters, Тося Чайкина, Gayazovs Brothers, Юлианна Караулова, Burito, Моя Мишель, LYRIQ и Gafur.
Как и в 2022 году, корабль под алыми парусами проплыл также по Мариуполю.

### 2024

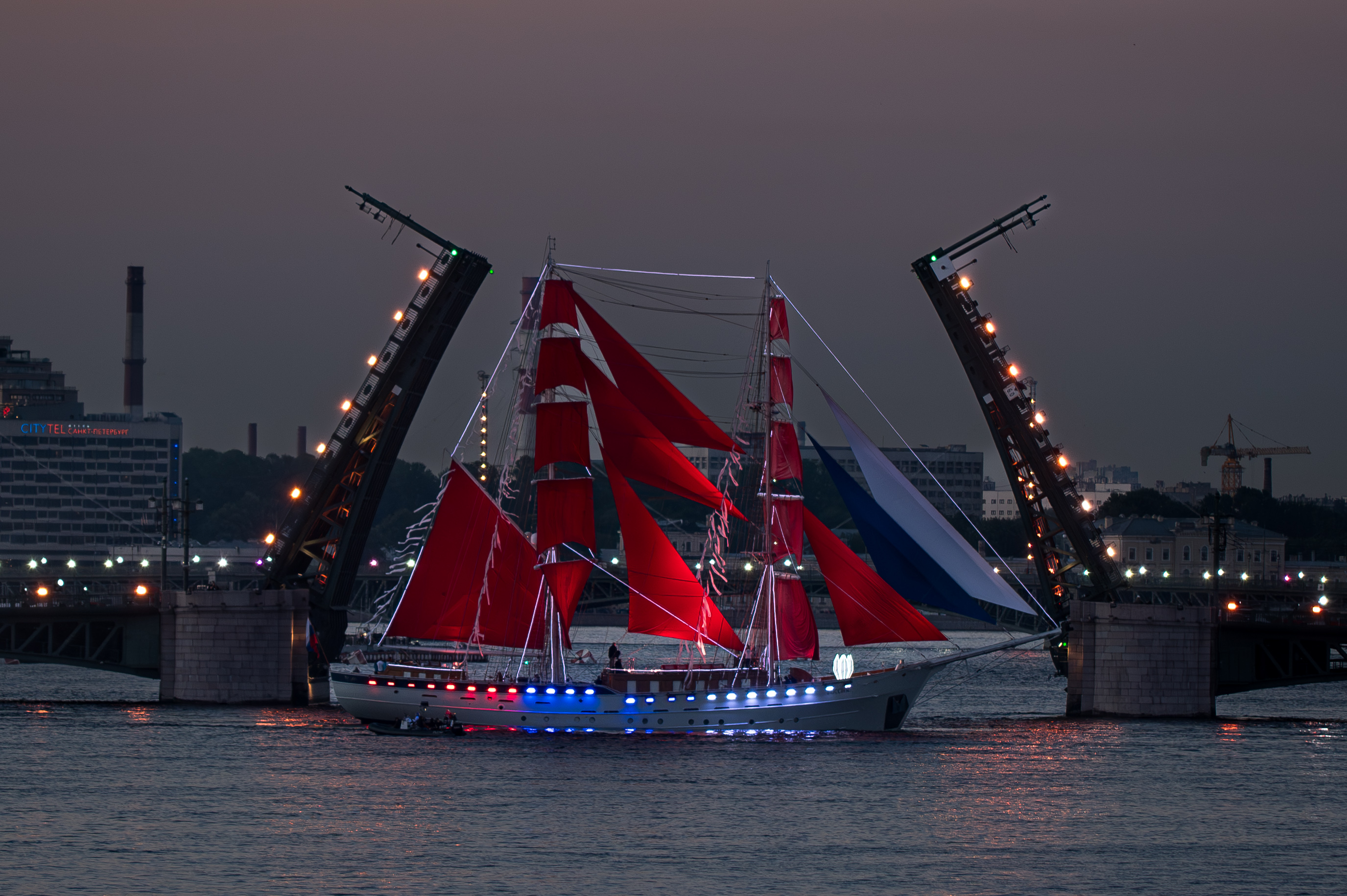
Репетиция шоу 27 июня

Ведущие: Ида Галич и Дмитрий Хрусталёв
Дата проведения: в ночь с 28 на 29 июня
Участники: AMIRCHIK, IOWA, симфонический оркестр CAGMO (кавер-версии песен «КиШ»), ST, Тося Чайкина, Алсу, Люся Чеботина, Ваня Дмитриенко, МОТ.
В ночь с 23 на 24 июня парусный корабль «Ассоль» принял участие в празднике «Алые паруса» в Мариуполе.

### 2025
Ведущие: Дарья Блохина и Дмитрий Хрусталёв
Дата проведения: в ночь с 28 на 29 июня.
Участники: Надежда Кадышева, Зара, Bearwolf, рэпер Akmal', группы «5утра», The Hatters, Вадим Самойлов и «Иванушки International». 
Философско-историческими темами ряда номеров стала победа добра над злом, 80-летие Победы, блокада Ленинграда. 
Концерт на Дворцовой площади начался в 22.00 и продлился 2 ч 40 мин. В 0.40 на реке Неве состоялось водно-пиротехническое шоу с участием главного символа праздника – брига «Россия» под алыми парусами. Шоу на воде, кроме Пятого канала, также транслировали Первый канал, Россия-1, РЕН ТВ и телеканал «78» (последний – только в Санкт-Петербурге). 
Также показали Алые паруса и из Мариуполя.

## Организаторы
В 2005 году творческая группа Пятого канала выступила с идей провести мероприятие снова. Также в проведении участвовали Правительство Санкт-Петербурга и банк «Россия». Определённую роль в проведении сыграли «Санкт-Петербургский Международный центр фестивалей и праздников», «Государственный Кремлёвский дворец» и ОАО «Телерадиокомпания „Петербург“» (Пятый канал). Поддержку оказывали некоторые иностранные компании, например, «PRG» (США — Германия), «Cirque du Soleil» (Канада), «Studio Festi» (Италия), «Flash Art» (Германия), «Студио-С» (Россия), A&O Lighting (Россия), Rental (Россия), «ЦДП» (Россия) и др.
Пиротехническое шоу организует «Орион-Арт», трансляцию — «Пятый канал».

## Корабли, ходившие под алыми парусами
| Год             | Фото | Название и описание |
| --------------- | ---- | --- |
| 1970—1979       |      | С 1970 года роль галиота «Секрет» исполняла шхуна «Ленинград» (ранее — «Надежда»). Это была немецкая трофейная шхуна «Дер Зеетойфель» (нем. Der Seeteufel — морской дьявол), принадлежавшая в 1930-х годах графу Феликсу фон Люкнеру — главному германскому корсару Первой мировой войны, а позже являлась морской резиденцией Геббельса, Дёница и Гиммлера. «Der Seeteufel» стал первым германским кораблём, совершившим кругосветное плавание под флагом с нацистской символикой. Впоследствии, как военный трофей, шхуна была передана Нахимовскому училищу и переименована в «Надежду». В июле 1956 года она отправлена в яхт-клуб Ленинградской военно-морской базы, с 1958 года числилась как «ПКЗ-134», в том же году была исключена из состава ВМФ и безвозмездно передана детской спортивной школе, где была переименована в «Ленинград». |
| 1971—1979       |      | С 1971 по 1979 год совместно с «Ленинградом» в празднике участвовала трёхмачтовая бермудская шхуна «Кодор», построенная на верфи города Турку в 1951 году. Этот парусник-долгожитель находился в эксплуатации около 30 лет. С курсантами на борту «Кодор» побывал в водах Атлантического океана и 11 морей. |
| 2005—2007, 2009 |      | Фрегат «Штандарт» |
| 2008            |      | Учебный трёхмачтовый корабль «Мир» — построен на верфи Гданьска (Польша) в 1987 году. Считается самым быстрым парусником в мире. |
|                 |      | Учебная гафельная шхуна «Юный балтиец» — создана ЦКБ «Балтсудопроект» в 1989 году. Единственный парусник, построенный в России после 1914 года. |
| 2010—2018       |      | Бриг «Три короны» — шведский бриг 2005 года постройки, точная копия брига «Gladan», существовавшего в 1857—1924 годах. |
| с 2019          |      | Бриг «Россия» — приобретён Санкт-Петербургом специально для этого праздника. Ранее это был голландский парусник «Mercedes», перестроенный из рыболовецкого сейнера 1958 года постройки. Площадь парусов брига около 900 м². |

## Музыка
На всех «Алых парусах» использована музыка исключительно русских композиторов. Часть ораторий была написана специально для «Алых парусов». Так, в 2009 году над оригинальной музыкальной версией работал музыкант и композитор Антон Грызлов. Исполнение было поручено оркестру Ленинградского телевидения и радио под управлением Станислава Горковенко, дирижёр — Тимур Горковенко. Из года в год своеобразным гимном праздника является увертюра Исаака Дунаевского к кинофильму «Дети капитана Гранта». В 2010 и 2011 годах в основу музыкальной партитуры легли произведения выдающегося композитора Эдуарда Артемьева, который лично участвовал в подготовке музыкального материала. Исполнение было поручено Российскому оркестру синематографа (2010 г., руководители Евгений Щёголев и Игорь Пономаренко) и симфоническому оркестру под управлением Игоря Пономаренко (2011 г.).
Исполнительский состав участников группы музыкального сопровождения включает в себя как полный развёрнутый состав симфонического оркестра и хора с солистами, так и современных рок-музыкантов и исполнителей этнической музыки на аутентичных инструментах — от ирландской флейты «Висл» и шотландских волынок до афроамериканских барабанов и электрогитары.
В 2012 году в основу музыкальной партитуры легли произведения классиков С. Прокофьева, И. Дунаевского, а также музыка популярного российского артиста и композитора Дмитрия Маликова, который исполнил сюиту в сопровождении Балтийского симфонического оркестра под управлением Константина Орбеляна.
Также о празднике «Алых парусов» была написана одноимённая песня Майка Науменко и группы «Зоопарк», исполнявшаяся на концертах в период 1987-89 годов.

## Критика
Некоторые источники в Интернете и СМИ считают, что на празднике присутствует значительное число людей (в том числе самих выпускников) в нетрезвом состоянии.
После окончания праздника те улицы, на которых проходили гуляния, оказываются заваленными мусором, что вызывает недовольство жителей и гостей города. Так, в 2011 году мусорные баки под вечер были настолько переполнены, что мусор скапливался в кучах у стен домов.